# Туризм у Науру

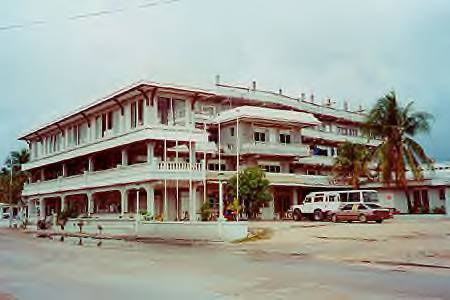
Готель у Айво

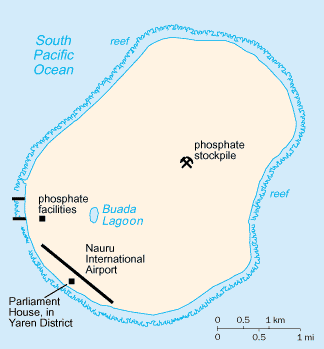
Мапа Науру

Туризм в Науру — одна з галузей економіки тихоокеанської держави Науру. Втім туризм не є головним фактором економіки країни, оскільки острів відвідує близько 200 туристів на рік. У 2019 році рішенням парламенту республіки була створена Туристична корпорація Науру, основною метою якої став розвиток туризму в країні.

## Розваги і пам'ятки
Популярні розваги туристів в Науру — огляд визначних пам'яток, знайомство з місцевою культурою і кухнею, підводне плавання, глибоководна рибалка у відкритому морі і піші прогулянки. Найпопулярніший маршрут — прогулянка по Island Ring Road, що оперізує весь острів. В силу невеликої площі єдиного острова Науру — одна з небагатьох держав, які можна «цілком обійти по периметру».

## Транспорт
Більшість туристів потрапляє в Науру через єдиний аеропорт країни, що обслуговує рейси з Австралії, Фіджі, Кірибаті і з Маршаллових Островів. В межах країни немає громадського транспорту, але можливий прокат автомобілів, мопедів і велосипедів.

## Розміщення туристів
В Науру працюють три готелі — Menen Hotel в селі Ібвенапе округу Мененг, OD-N-Aiwo в селі Янгор округу Айво і Budapest Hotel в селі Анабар однойменного округу. Найбільша корпорація країни Capelle & Partner також пропонує розміщення туристів в апартаментах Ewa Lodge в селі Арубо округу Ева. У південній частині острова діє кілька приватних гостьових будинків — Airport Homestay в селі Маква округу Ярен, Bogi Lodge в селі Аренибок округу Буада та інші.